# 莫里斯維爾 (北卡羅萊納州)
莫里斯維爾（英語：Morrisville）是一個位於美國北卡羅萊納州達勒姆縣及韋克縣的城鎮。

## 人口
根據2020年美國人口普查的數據，莫里斯維爾的面積為23.02平方千米，當中陸地面積為22.86平方千米，而水域面積為0.16平方千米。當地共有人口29630人，而人口密度為每平方千米1,287人。